# تامي غرايميز
تامي غرايميز (بالإنجليزية: Tammy Grimes)‏ (مواليد 30 يناير 1934 في ماساتشوستس - 30 أكتوبر 2016)، هي ممثلة ومغنية أمريكية. فازت بجائزة توني خلال مسيرتها التي بدأت سنة 1955.

## وصلات خارجية
- تامي غرايميز على موقع IMDb (الإنجليزية)
- تامي غرايميز على موقع ألو سيني (الفرنسية)
- تامي غرايميز على موقع ميوزك برينز (الإنجليزية)
- تامي غرايميز على موقع تيرنر كلاسيك موفيز (الإنجليزية)
- تامي غرايميز على موقع أول موفي (الإنجليزية)
- تامي غرايميز على موقع قاعدة بيانات برودواي على الإنترنت (الإنجليزية)
- تامي غرايميز على موقع قاعدة بيانات الأفلام السويدية (السويدية)
- تامي غرايميز على موقع إن إن دي بي (الإنجليزية)
- تامي غرايميز على موقع أول ميوزيك (الإنجليزية)
- تامي غرايميز على موقع ديسكوغز (الإنجليزية)